# Злобина, Дина Дмитриевна
Злобина Дина Дмитриевна (6 декабря 1936, Чернозёрье, Куйбышевская область — 4 мая 2004, Пенза) — советская и российская поэтесса, член Союза писателей СССР (1962), заслуженный работник культуры РФ (1996). Автор сборников «Быстрина», «Пойдешь ли со мной в дорогу», «За первой избой», «Бересклет», «Равноденствие», «Воскресение вербное», «На тучках месяц ехал…».

## Биография
Родилась в небольшом cеле Чернозерье Пензенской области в семье сельского учителя. Окончила среднюю школу, хотела продолжить обучение в Пензенском педагогическом институте им. Белинского, но провалила испытания. После этого уехала в город Калач-на-Дону в техническое училище, где получила специальность токаря по металлу и отправилась работать на завод «Баррикады» в городе Сталинград.
В 1957 году поступила в Литературный институт имени Горького. После его окончания много путешествовала по стране, работая корреспондентом радиостанции «Юность», побывала на стройках Севера и Сибири, на Алтае, в степях Украины. В Москве Дине предлагали место редактора в газете, жилье с постоянной пропиской, но она отказалась, решив вернуться на родину. В Пензе подолгу гостила в родном селе: «Мне не нужна Москва. Знаешь, у каждого человека есть своя миссия… моя — воспеть в стихах родное село. Поэтому я уезжаю в Чернозерье».

## Творчество
Стихи начала писать ещё в детстве, в школе. Позже, во время работы в Сталинграде, её стихи о юности и рабочей жизни печатались в заводской газете. Занималась в литературном объединении под руководством поэта Ф. Г. Сухова. Во время учёбы в институте у неё вышла скромная книжка стихов «Черёмуха у проходной» (Пензенское кн. изд-во, 1959 г.). Дипломной работой стала вторая книга, вышедшая в 1962 году в издательстве «Молодая гвардия», — «Вёсны». Всего у Злобиной вышло тринадцать стихотворных книжек, из них одна — для детей. Стихи поэтессы публиковались в «Литературной газете», «Комсомольской правде», в журналах «Юность» и «Смена».

#### Сборники стихов
- В 1959 году вышла первая книга стихов «Черёмуха у проходной»
- В 1962 году после окончания института был опубликован поэтический сборник «Вёсны»
- В 1967 г. «Быстрина»
- В 1972 г. «Родное»
- В 1979 г. «Пойдёшь ли со мной в дорогу»
- В 1980 г. «За первой избой»
- В 1988 г. «Бересклет»
- В 1991 г. «Воскресение вербное»
- В 1998 г. «Равноденствие»

## Награды и звания
- 1962 г. — член Союза писателей СССР.
- 1996 г. — Заслуженный работник культуры Российской Федерации.

## Смерть
В последние годы жизни страдала от нервного расстройства, находилась под наблюдением врачей психиатрической больницы. 4 мая 2004 года её нашли лежащей в лесном массиве «Засека», но помочь не успели. Дину Злобину похоронили на Новозападном кладбище 8 мая 2004 года.

## Память
1 сентября 2010 года в средней школе села Чернозерье установили мемориальную доску, посвящённую памяти Дины Злобиной.
15 марта 2004 года в родном селе поэтессы был создан Музей. В сентябре 2005 года при пожаре сгорел родительский дом, уцелел только домик Дины.
В 2016 году о поэтессе сняли документальный фильм «Дина. Голос Сурского края» (режиссёр Н.Фомин). Съемки фильма шли в Мокшанском районе, а также нескольких городах России.
Ежегодно на территории усадьбы Дины Злобиной в Чернозерье проводится фестиваль, посвященный её памяти.